# Gornji Ramići
Gornji Ramići is een dorp gelegen de gemeente Ključ, Federatie van Bosnië en Herzegovina.

## Demografie
Volgens de telling van 2013 telde Gornji Ramici 382 inwoners
| Etniciteit             | Nummer | Percentage |
| ---------------------- | ------ | ---------- |
| Bosniaks               | 381    | 99,7%      |
| anders/niet aangegeven | 1      | 0,3%       |
| Totaal                 | 382    | 100%       |